# Haplogruppe W
Die Haplogruppe W ist in der Humangenetik eine Haplogruppe der Mitochondrien (mtDNA).
Haplogruppe W erscheint in Europa, West- und Südasien. Ihr Vorfahr ist Haplogruppe N.
Es wurden überall Minderheiten dieses Stammes gefunden, mit der höchsten Konzentration in Nordpakistan. Ein unbenannter N * Stamm fand sich unter australischen Aborigines.